# The Man He Might Have Been (film 1916)
The Man He Might Have Been è un cortometraggio muto del 1916 diretto da Burton L. King. Di genere drammatico, scritto da Hettie Grey Baker e prodotto dalla Selig, il film aveva come interpreti Robyn Adair, Ed Brady, Buddy Harris.

## Trama
Un vagabondo senza casa, leggendo una poesia, rivede la sua fanciullezza e ha la visione di una vita sprecata e di quello che, invece, avrebbe potuta essere. Pentito, torna a casa dalla moglie, che lo accoglie di nuovo con sé.

## Produzione
Il film fu prodotto dalla Selig Polyscope Company.

## Distribuzione
Distribuito dalla General Film Company, il film - un cortometraggio in una bobina - uscì nelle sale cinematografiche statunitensi il 23 dicembre 1916.